# Howard Richards
Howard Glenn Richards Jr. (St. Louis, 7 agosto 1959) è un ex giocatore di football americano statunitense che ha militato nel ruolo di offensive tackle nella National Football League (NFL).

## Carriera

### Dallas Cowboys
Nel Draft NFL 1981, i Dallas Cowboys speravano di scegliere il cornerback Bobby Butler con la loro scelta del primo giro, ma virarono su Richards (ventiseiesimo assoluto) dopo che Butler fu chiamato dagli Atlanta Falcons. Fu solamente la terza volta nella storia della franchigia che i Cowboys utilizzarono una scelta del primo giro su un offensive lineman, dopo John Niland e Robert Shaw.
Nella sua seconda stagione, Richards fu la guardia sinistra titolare, mentre l'anno successivo divise il ruolo con l'All-Pro Herb Scott.
Nel 1984 Richards ebbe la possibilità di sostituire il veterano Pat Donovan come tackle sinistro ma fu sopravanzato da Phil Pozderac dopo avere subito un infortunio all'inguine. Alla fine disputò quattro gare come tackle sinistro titolare, prima di perdere le ultime quattro per un infortunio a un quadricipite che richiese un'operazione chirurgica. A fine anno fu premiato con l'Ed Block Courage Award.
Richards in seguito ebbe tre solide annate, prima che gli infortuni gli facessero perdere la maggior parte delle due stagioni successive. Iniziò la stagione 1985 nella lista dei giocatori impossibilitati a scendere in campo e non tornò nel roster attivo fino al 24 ottobre. Iniziò la stagione 1986 come guardia destra titolare ma gli infortuni lo rallentarono nuovamente, facendogli disputare solamente nove gare (due come partente).
Richards fu svincolato il 18 giugno 1987, assieme ad altri diversi veterani dei Cowboys, dopo che la franchigia ebbe la prima stagione con un record negativo in 22 anni. Anche se vinse due titoli della NFC East division e si qualificò per due anni consecutivi alla finale della NFC, la carriera di Richards fu di sovente rallentata dagli infortuni e dalle difficoltà per ritrovare la forma migliore.

### Seattle Seahawks
Nel 1987, dopo che i giocatori scioperarono dopo il terzo turno, quelle gare furono cancellate (passando da 16 a 15 partite) e la lega decise che le successive sarebbero state disputate da giocatori di riserva. Richards firmò con i Seattle Seahawks il 7 ottobre per fare parte della loro squadra di sostituti. Vi giocò due partite come titolare prima che un infortunio al ginocchio gli facesse terminare la stagione, e la carriera, il 20 ottobre. A fine stagione annunciò il ritiro.